# Cowdenknowes House

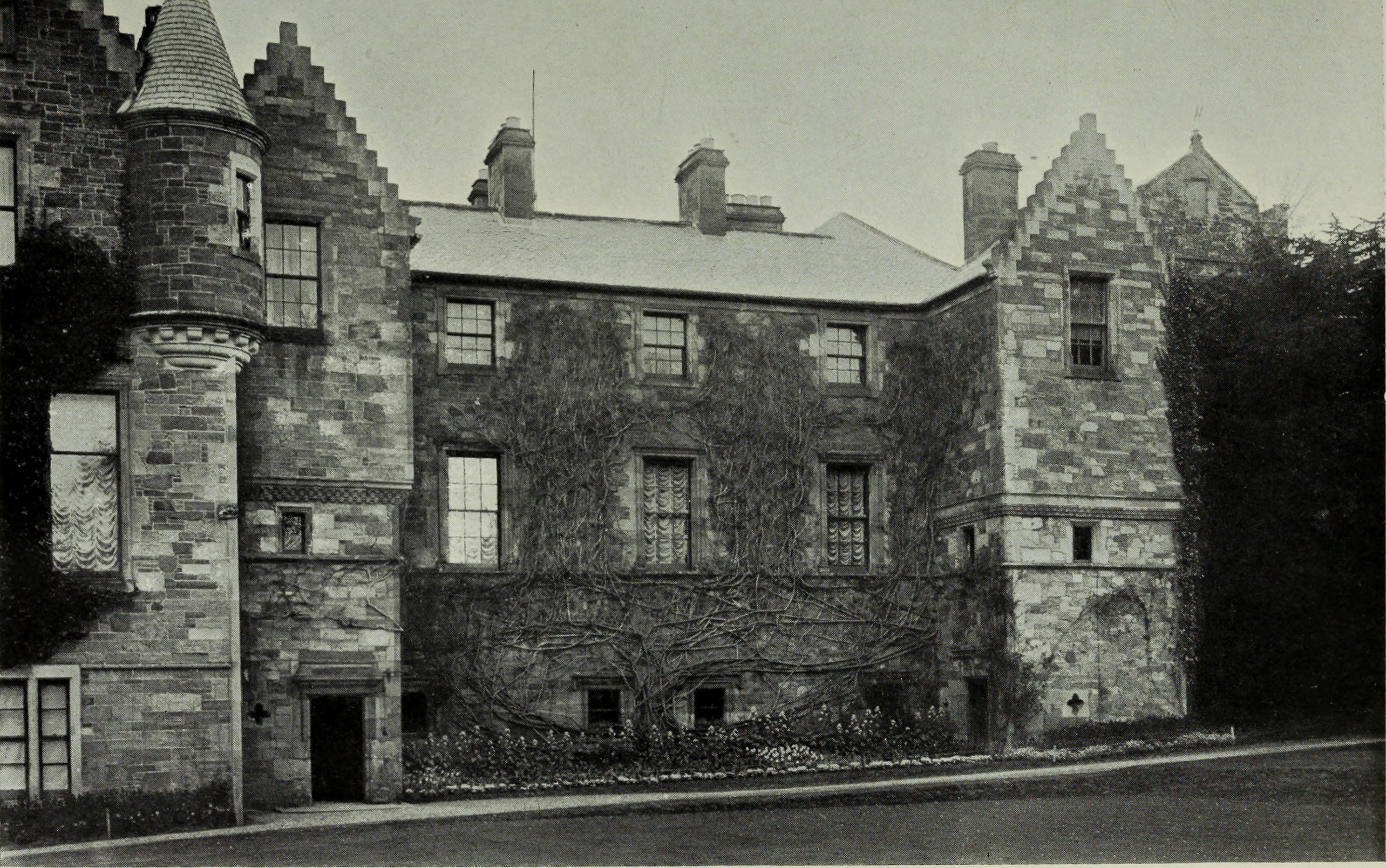
Cowdenknowes House 1915

Cowdenknowes House ist ein Herrenhaus nahe der schottischen Ortschaft Earlston in der Council Area Scottish Borders. 1971 wurde das Bauwerk in die schottischen Denkmallisten in der höchsten Denkmalkategorie A aufgenommen.

## Geschichte
Im Jahre 1493 ist ein Festungsbau namens Coudenknollis am Standort verzeichnet. Dieser wurde vermutlich im frühen 16. Jahrhundert zerstört. Von diesem Gebäude ist vermutlich nur noch das Fundament des Turms an der Südwestseite von Cowdenknowes House erhalten. In diesen ist eine Plakette mit dem Baujahr 1554 eingelassen. Anhand architektonischer Details erscheint es jedoch offensichtlich, dass er zu diesem Zeitpunkt nicht die heutigen Ausmaße angenommen haben kann. 1574 wurde der Turm zu einem Herrenhaus erweitert. Im Laufe der folgenden Jahrhunderte wurde Cowdenknowes House mehrfach überarbeitet.

## Beschreibung
Das Herrenhaus liegt isoliert am linken Ufer des Leader Water rund einen Kilometer südlich von Earlston. Zu den differenzierbaren Gebäudeteilen zählen der Wehrturm aus den 1550er Jahren sowie das spätere Herrenhaus. Ein neuerer Flügel verbindet beide Teile miteinander. Das 1,07 m mächtige Mauerwerk des vierstöckigen, länglichen Turms besteht aus Bruchstein. Zumindest der obere Gebäudeteil mit seiner auskragenden Zinnenbewehrung mit Vierpässen als Schießscharten entspricht nicht dem frühen Baujahr. Das Kellergewölbe liegt teilweise unterhalb des Bodenniveaus. Der Keller des Herrenhauses besteht aus fünf Steingewölben.